# Верхняя Дангара
Верхняя Дангара (тадж. Данғараи Боло) — село в Дангаринском районе Хатлонской области Республики Таджикистан. Административный центр джамоата (сельской общины) Корез Дангаринского района.
Находится на расстоянии 2 км от райцентра (пгт. Дангара).
Население — 3346 чел. (2017).